# Kapusova sovka
Kapusova sovka (znanstveno ime Mamestra brassicae) je nočni metulj iz družine sovk, ki je razširjen po Evropi, Rusiji prkeo Palearktike do Japonske.

## Opis
Odrasle kapusove sovke imajo premer kril med 34 in 50 mm. Prednja krila so rjava in posuta s svetlimi pegami. Obrobljena so s cikcakasto svetlejšo progo.
Jajčeca so okrogla in imajo premer okoli 0,5 mm. Samica jih maja in junija ter med avgustom in oktobrom odloži v skupine, v katerih je lahko do 100 jajčec, največkrat na spodnjo stran listov gostiteljske rastline. Sprva so jajčeca belkasta, pozneje pa postanejo sivorjava. Gosenice so sprva sivozelene s črno glavo, kasneje pa postanejo zelene. V zadnjem stadiju barva variira od zelene do rjave in črne, s tipično svetlejšo vzdolžno črto. Gosenice v dolžino dosežejo do 5 cm, značilno zanje pa je, da se ob nevarnosti zvijejo v klobčič. Mlade gosenice objedajo liste, starejše pa se zavrtajo tudi v glave kapusnic in lahko s tem povzročijo večjo gospodarsko škodo. Gosenice se zabubijo v tleh in kot bube prezimijo. Buba je rdečkastorjava, dolga približno 2 cm in debela 5 mm.
Kapusova sovka ima 2 rodova letno.